# Welvaartsevangelie
Welvaartsevangelie, ook wel succesevangelie of succeschristendom, is een christelijke leer die een grote mate van materiële rijkdom en gezondheid in dit leven aan gelovigen belooft. De term wordt in Nederland voornamelijk in negatieve zin gebruikt door tegenstanders van het idee.

## Aanhangers
Als geestelijk vader van de welvaartstheologie wordt doorgaans de Amerikaanse voorganger Essek William Kenyon (1867-1948) gezien. Aan de basis van de theologie lagen drie stromingen die na de Tweede Wereldoorlog bij elkaar kwamen
1. de pinksterbeweging die aan het begin van de 20e eeuw ontstond en waar een sterke nadruk lag op de ontwikkeling van het geloofsleven.
2. de negentiende-eeuwse beweging van de Nieuwe Gedachte, beter bekend als positief denken. Deze beweging leerde dat de materiële werkelijkheid met woorden en gedachten naar de hand gezet kunnen worden. Een bekende exponent van deze stroming is Norman Vincent Peale.
3. het Amerikaanse geloof in vooruitgang, zelfontplooiing en pragmatisme, oftewel de American dream.

Bekende aanhangers van het idee zijn Bruce Wilkinson, die miljoenen exemplaren van zijn boek Het gebed van Jabes (The Prayer of Jabez) verkocht. Ook de televangelist Joel Osteen en de voorganger Joseph Prince worden onder de aanhangers geschaard. In Nederland worden de voorgangers David Maasbach, Mattheus van der Steen, Marcel Gaasenbeek en Constantijn Geluk wel in verband gebracht met deze soort theologie.

## Voorstanders
Voorstanders baseren zich op een aantal Bijbelteksten, zoals Maleachi 3:10:
Stel mij maar eens op de proef – zegt de HEER van de hemelse machten. Breng alle tienden naar mijn voorraadkamer, zodat er voedsel in mijn tempel is, en zie dan of ik niet de sluizen van de hemel voor jullie open en zegen in overvloed op jullie land laat neerdalen
en ook Filippenzen 4:19:
Mijn God zal uit de overvloed van zijn majesteit elk tekort van u aanvullen, door Christus Jezus.

## Kritiek
Tegenstanders (waaronder de in Nederland bekende theologen Henk Bakker en Bram van de Beek) stellen dat dit te simpel is; God werkt veel complexer:
De Schrift leert ons om in ‘eenvoud’ te leven, dat wil zeggen: niet zinnen op ‘meer’ en ‘hoger’ (Hand. 2:46; Rom. 12:8 en 16). Christenen mogen daarom tevreden zijn als ze onderhoud en onderdak hebben (1 Tim. 6:6-8). Dat is hen genoeg. Wie hier geen genoegen mee neemt, loopt het risico niet meer ‘eenvoudig van hart’ te zijn. Hebzucht en geldzucht dringen zich op de plaats van God, en van ‘eenvoud’ (God is mijn doel) komt men tot ‘tweevoud’ (God én de Mammon zijn mijn doel). Paulus zegt met klem: ‘Ontvlucht deze dingen’ (1 Tim. 6:11)."